# Vasikkasaari (ö i Finland, Mellersta Finland, Jämsä, lat 61,77, long 25,29)
Vasikkasaari är en ö i Finland. Den ligger i sjön Päijänne och i kommunen Jämsä i landskapet Mellersta Finland, i den södra delen av landet, 180 km norr om huvudstaden Helsingfors. Öns största längd är 0,7 kilometer i öst-västlig riktning.